# Tjavdar (ort)
Tjavdar (bulgariska: Чавдар) är en ort i Bulgarien.   Den ligger i kommunen obsjtina Tjavdar och regionen Sofijska oblast, i den centrala delen av landet, 60 km öster om huvudstaden Sofia. Tjavdar ligger 591 meter över havet och antalet invånare är 1 398.
Terrängen runt Tjavdar är varierad. Närmaste större samhälle är Panagjurisjte, 19,9 km sydost om Tjavdar. 
I omgivningarna runt Tjavdar växer i huvudsak blandskog. Runt Tjavdar är det ganska glesbefolkat, med 36 invånare per kvadratkilometer.